# Gerhard von Kamptz

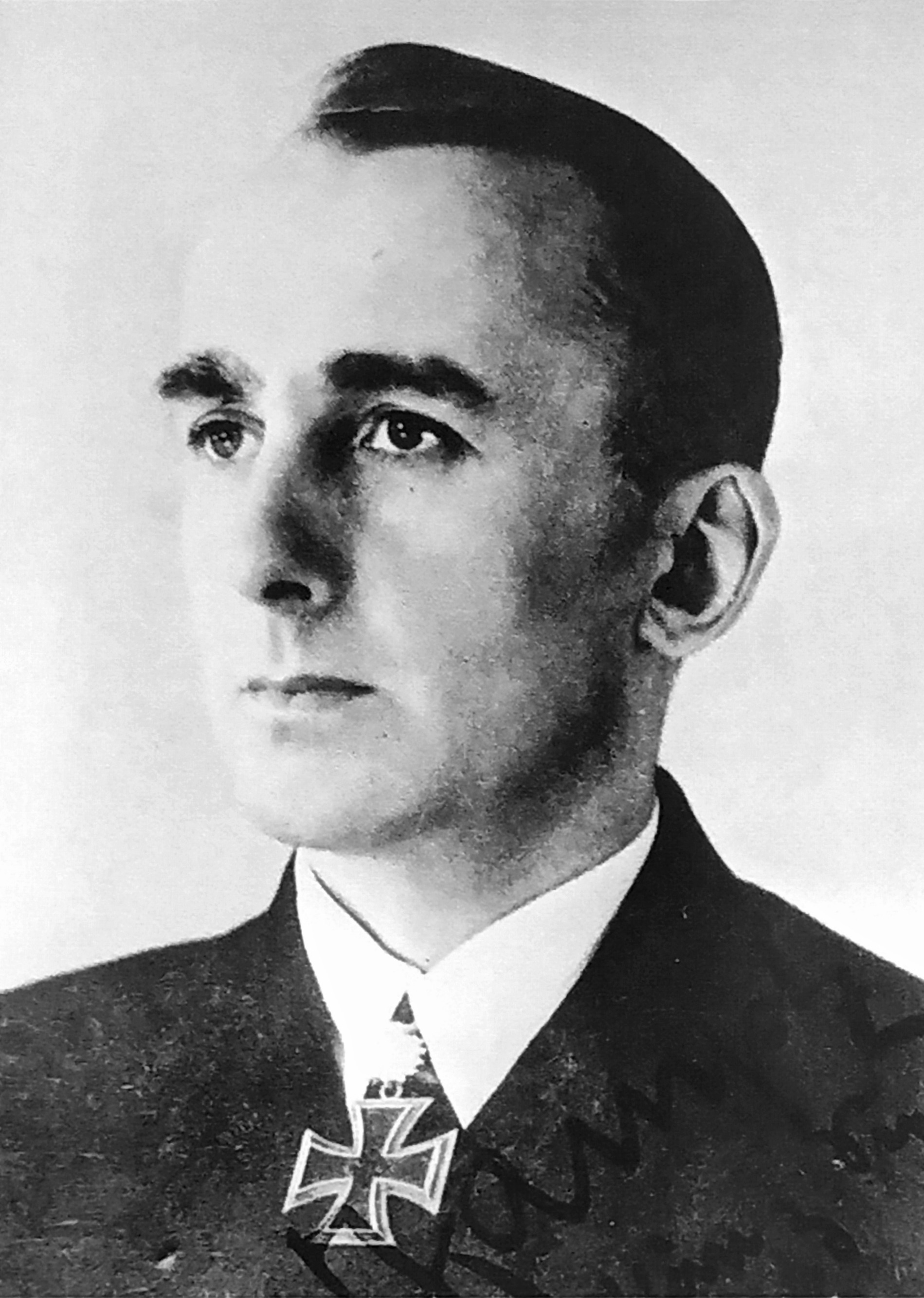
Gerhard von Kamptz (1943)

Gerhard Kurt von Kamptz, auch Gerd/Gert von Kamptz (* 27. Dezember 1902 in Kopaschütz, Kreis Schroda; † 16. Mai 1998) war ein deutscher hochdekorierter Kapitän zur See der Kriegsmarine.

## Leben

### Herkunft
Seine Eltern waren Paul Wilhelm August von Kamptz (* 29. April 1865; † 3. November 1917), Herr auf Kopaschütz, und Hedwig Josephine Emilie Schmekel (* 2. Mai 1881).

### Werdegang
Von Kamptz trat 1923 in die Reichsmarine ein. Als Oberleutnant zur See war er von Oktober 1933 bis September 1935 Kommandeur der wieder neu in Dienst gestellten Zieten. Am 1. April 1935 war er zum Kapitänleutnant befördert worden und war später im Jahr Kompanieführer in der V. Marineartillerie-Abteilung in Pillau.
Als im November 1938 die 2. Räumbootsflottille aufgestellt wurde, wurde er deren Chef und blieb dies bis Januar 1941. Am 6. Oktober 1940 hatte er als Korvettenkapitän das Ritterkreuz des Eisernen Kreuzes erhalten. Ab Mitte März 1941 war er mit Unterbrechung bis März 1943 Chef der neu aufgestellten 8. Minensuchflottille. Von Januar 1943 bis März 1943 war er zum Deutschen Marinekommando Italien kommandiert. Im März 1943 wurde in La Spezia die 4. Geleitflottille aufgestellt, welche im August 1943 bereits wieder aufgelöst wurde. Von Kamptz war über die Zeit des Bestands Flottillenchef der 4. Geleitflottille. Am 14. April 1943 erhielt er, nun als Fregattenkapitän, das Eichenlaub zum Ritterkreuz des Eisernen Kreuzes verliehen. Mit dieser Verleihung hätte von Kamptz eigentlich für das bereits verliehene Kriegsabzeichen für Minensuch-, U-Boot-Jagd- und Sicherungsverbände als einer von nur vier Personen insgesamt das Kampfabzeichen mit Brillanten erhalten müssen. Eine offizielle Verleihung erfolgte aber nie. Am 1. Juli 1943 wurde er zum Kapitän zur See befördert. 
Mitte September 1943 erfolgte seine erneute Kommandierung zum Deutschen Marinekommando Italien. Als die italienische Flotte nach dem Waffenstillstand Italiens mit den Alliierten im gleichen Monat aus La Spezia ausrücken konnte, äußerte von Kamptz schwere Kritik an dem Deutschen Marinekommando Italien. Er brachte die Frage an, ob wirklich alles getan wurde, um die italienischen Kriegsschiffe festzusetzen. Letztendlich wurde diese Auseinandersetzung durch Dönitz entgegen von Kamptz geklärt. Von diesem Zeitpunkt an hatte er für mehrere Monate keine Kommandierung mehr erhalten. 
Von Dezember 1943 bis Oktober 1944 war er Chef der Sperrschule in Sønderborg. Bis April 1945 war er Abteilungschef im Wehrgeistigen Führungsstab im OKM. 
Im April 1945 wurde er als Nachfolger von Robert Moraht Inselkommandant Bornholm. Nach der Kapitulation der deutschen Truppen in Nordwestdeutschland und Dänemark am 4. Mai 1945 abends erhielt von Kamptz am 6. Mai eine Kapitulationsaufforderung vom Befehlshaber der sowjetischen Streitkräfte in Vorpommern. Er wies die Aufforderung zurück, da die Kapitulation nur gegenüber den Westmächten galt, und ließ noch am 7. Mai (dem Tag vor der deutschen Gesamtkapitulation) auf sowjetische Aufklärungsflugzeuge schießen. Daraufhin wurden die Städte Rønne und Nexø von der sowjetischen Luftwaffe mehrfach bombardiert und teilweise zerstört, zehn Zivilisten kamen ums Leben. Am 9. Mai 1945 wurde dann Bornholm durch Rolf Wuthmann doch an die sowjetischen Streitkräfte übergeben. Von Kamptz kam in sowjetische Kriegsgefangenschaft, worin er bis 1. Januar 1954 blieb. Gerhard von Kamptz liegt auf dem Kieler Nordfriedhof begraben.

### Familie
Am 26. Oktober 1933 heiratete er in Sillmenau Ruth Freiin von Richthofen (* 1914). Nach der Scheidung heiratete er Christa Freiin von Heintze. 